# Olga Dugina
Olga Dugina (* 5. September 1964 in Moskau) ist eine russische Illustratorin.
Sie ist die Tochter des 2002 verstorbenen Journalisten Valentin Kotikov und der Textildesignerin Elena Silina Kotikova. Ihre Ausbildung erhielt Olga von 1978 bis 1981 an der Krasnopresnenskaya Art School in Moskau und von 1984 bis 1988 am Moskauer Art College. Im Jahr 1984 schloss sie die Ehe mit Andrej Dugin und kam 1989 mit ihm nach Stuttgart. Hier leben und arbeiten beide als Grafiker und Illustratoren.
Olga Dugina ließ sich von persischen Miniaturen aus dem 15. und 16. Jahrhundert und aus dem Mogulreich zu ihren Illustrationen anregen. Seit 2002 unterrichtet sie als Dozentin an der Freien Kunstschule Stuttgart.
2002 und 2003 arbeiteten sie und ihr Mann am Film (Warner Bros.) Harry Potter and The Prisoner of Azkaban (Regie: Alfonso Cuaron) mit.

## Werk
Illustrationen zu:
- 1990, Mikhail Sholokov: The Fate of a Man. Raduga
- 1990, V. Yan: Chingiz-Han, Raduga
- 1990, Y. Rajnis: The Lake - Poems, Raduga
- 1991, A. Esterl: Das Märchen vom schönen runden Kuchen. J.F. Schreiber, Esslingen (gemeinsam mit A. Dugin)
- 1993, A. Esterl: Die Drachenfedern. J.F. Schreiber (gemeinsam mit A. Dugin). ISBN 3480218652
- 1999, A. Esterl: Das Tapfere Schneiderlein. J.F. Schreiber (gemeinsam mit A. Dugin). ISBN 3480200656
- 2004, Madonna: The Adventures of Abdi, Callaway Editions (gemeinsam mit A. Dugin; deutsch: Die Abenteuer von Abdi. Hanser Verlag. ISBN 3446206167)
- 2006, A. Esterl: Die schönsten Märchen aus 1001 Nacht. Esslinger Verlag. ISBN 3480206042

## Auszeichnungen
- Federhasenpreis 1999 (Illustrationen mit A. Dugin)
- Luchs 89, Die Zeit etc. 1994 für "Drachenfedern" (Illustration mit A. Dugin)